# Saint-Jean-d'Estissac
Saint-Jean-d'Estissac é uma comuna francesa na região administrativa da Nova Aquitânia, no departamento Dordonha. Estende-se por uma área de 12,33 km². Em 2010 a comuna tinha 178 habitantes (densidade: 14,4 hab./km²).